# Gemitaš
Gemitaš är ett berg i Kosovo. Det ligger i den södra delen av landet, 90 km söder om huvudstaden Priština. Toppen på Gemitaš är 2 183 meter över havet, eller 311 meter över den omgivande terrängen. Bredden vid basen är 8,6 km.
Terrängen runt Gemitaš är huvudsakligen kuperad, men österut är den bergig. Runt Gemitaš är det ganska tätbefolkat, med 111 invånare per kvadratkilometer. Närmaste större samhälle är Dragash, 13,4 km norr om Gemitaš. Trakten runt Gemitaš består till största delen av jordbruksmark.